# مسجد كوجا
مسجد كوجا هو مسجد في نيروبي، كينيا. يقع على تقاطع طريق النهر مع شارع موي، على حافة منطقة الأعمال المركزية.

## التاريخ
بُني المسجد على يد الجماعة الإسماعيلية بقيادة آغا خان. اكتمل بناؤه في 14 يناير 1922. ثم أُعلن المبنى لاحقًا نصبًا تذكاريًا وطنيًا من قِبل المتاحف الوطنية الكينية.

## البناء
بُني المسجد على الطراز المعماري الفيكتوري، ويقع في مبنى من ثلاثة طوابق.